# Raasay
Vous lisez un « bon article » labellisé en 2009.
Raasay (Ratharsair en gaélique écossais, prononcé /rˠa.arˠs̪əɾʲ/) est une île entre l'île de Skye et l'Écosse proprement dite. Elle est séparée de l'île de Skye, située à l'ouest et au sud, par le détroit de Raasay, et de la péninsule d'Applecross, des terres d'Écosse, située à l'est, par le détroit Intérieur. L'île est connue pour être le lieu de naissance du poète Sorley MacLean, personnage important du mouvement principalement littéraire de la « renaissance écossaise ». Demeure traditionnelle du clan MacSween, l'île est gouvernée par le clan MacLeod du XVIe siècle au XIXe siècle, puis par une série de particuliers, qui continuent de détenir les titres de l'île. Raasay est à présent principalement propriété publique. Son nom signifie « île du chevreuil », et elle abrite une sous-espèce endémique de campagnol roussâtre. La demeure de Raasay, qui fut visitée par Samuel Johnson et son biographe James Boswell en 1773, est à présent un centre de plein air.

## Géographie

### Topographie
L'île mesure 23 km du nord au sud et 4,8 km d'est en ouest dans son point le plus large. Le point culminant est Dùn Caan, à 443 m, une montagne au sommet plat. La petite île de South Rona se trouve à proximité de la côte septentrionale tandis que le principal village d'Inverarish est proche de la côte sud-ouest.

### Géologie
Le terrain varié de Raasay est intéressant du point de vue géologique et a fait l'objet de plusieurs études, tout en restant un des lieux visités par les étudiants travaillant sur des projets de cartographie. En 1819, Macculloch délimita les zones géologiques de Raasay. Huit ans plus tard, Murchison publia deux articles en se concentrant sur l'utilisation des fossiles, qui pullulent à Raasay. En 1873, Ralph Tate et Bryce étudièrent la stratigraphie et la paléontologie de Skye et de Raasay. Dans un contexte plus large, la géologie de l'île est également citée dans la thèse de Judd en 1878, considérée jusqu'au début du XXe siècle comme un « classique de la géologie dans les Hébrides ».
Le sud est principalement constitué de roches sédimentaires du Jurassique, qui couvrent des sédiments du Rhétien, comprenant des schistes argileux de trois types (du plus vieux au plus jeune : Broadford, Pabba et Portree) ainsi qu'un grès typique du nord-ouest des Highlands, c'est-à-dire de la partie séparée des monts Grampians par le Great Glen, dont la formation de Bearreraig est la plus jeune et Scalpa la plus ancienne. Le nord est constitué de gneiss lewisien gris datant de l'Archéen ainsi que de granulite avec des couches de gabbro, péridotite et anorthosite. Il y a également de petits affleurements d'huile de schiste du Jurassique et de grès parsemé quelquefois de calcaire. Les lits de minerai de fer contiennent de la sidérite de qualité inférieure et des minerais d'un aluminosilicate de fer hydraté appelé chamosite ; ils faisaient l'objet d'une exploitation commerciale au début du XXe siècle et les réserves restantes sont estimées à 10 millions de tonnes. Les mers à l'est et à l'ouest sont très profondes, de larges creux ayant été créés par la calotte glaciaire de Skye au Pléistocène.

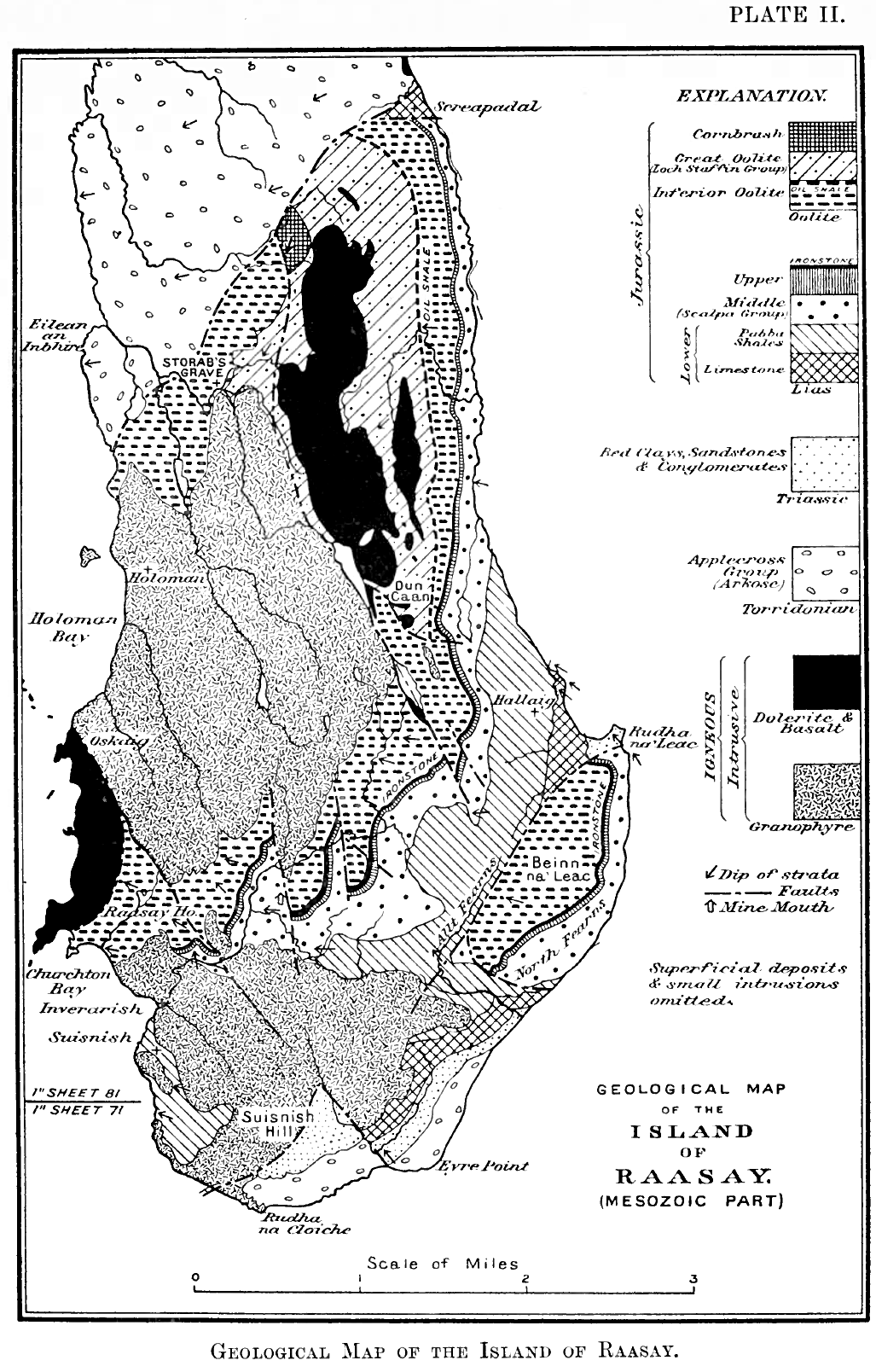
Carte géologique.
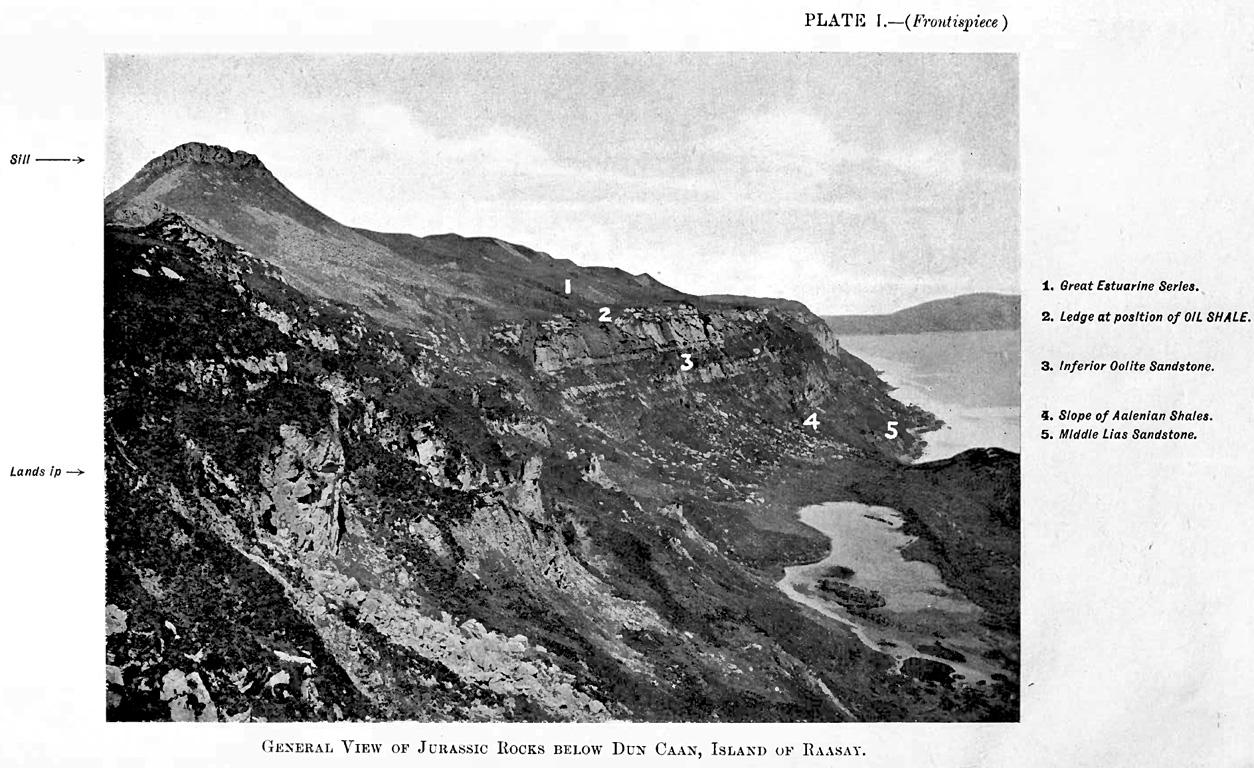
Détail des types de roches.
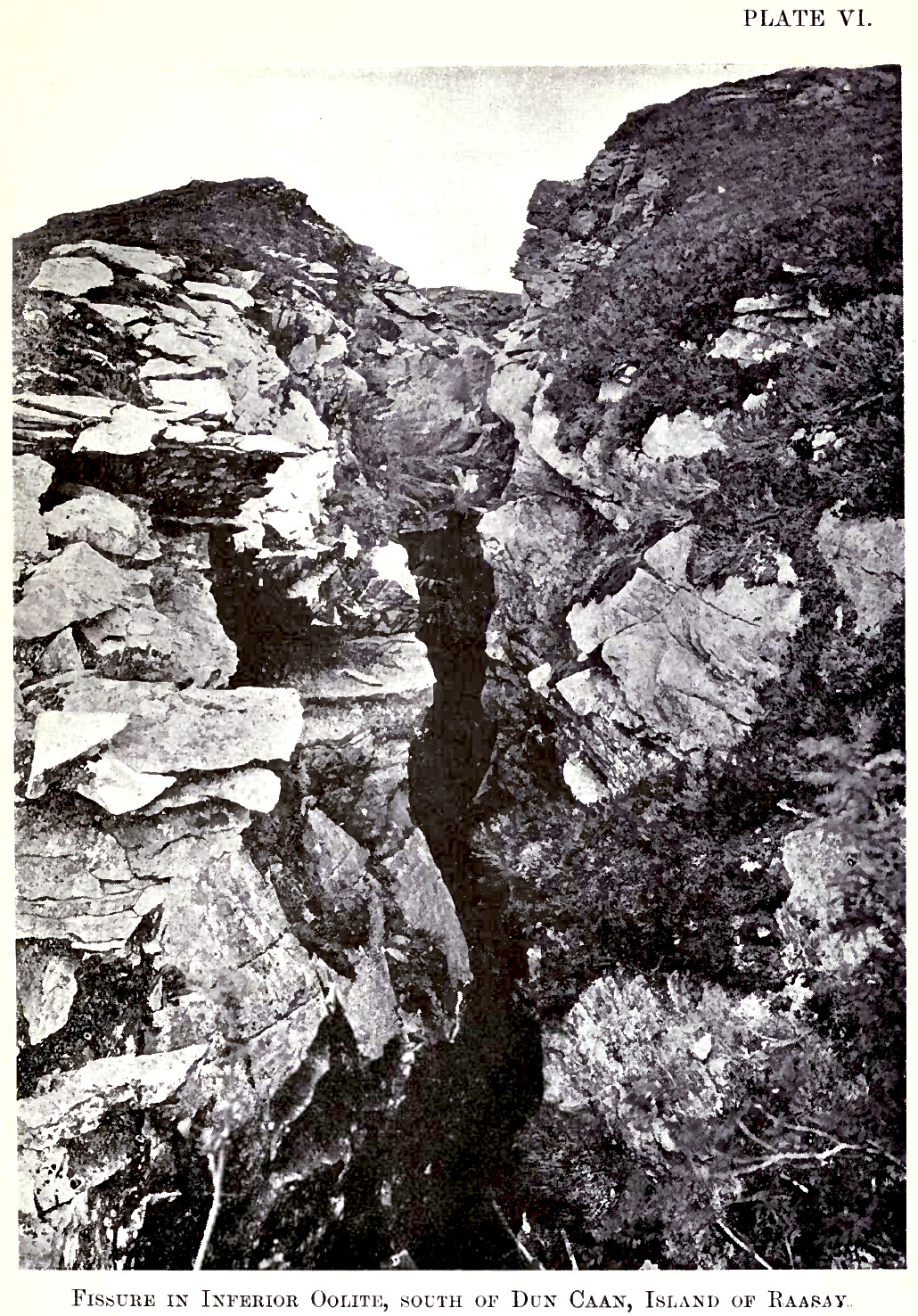
Fissure.
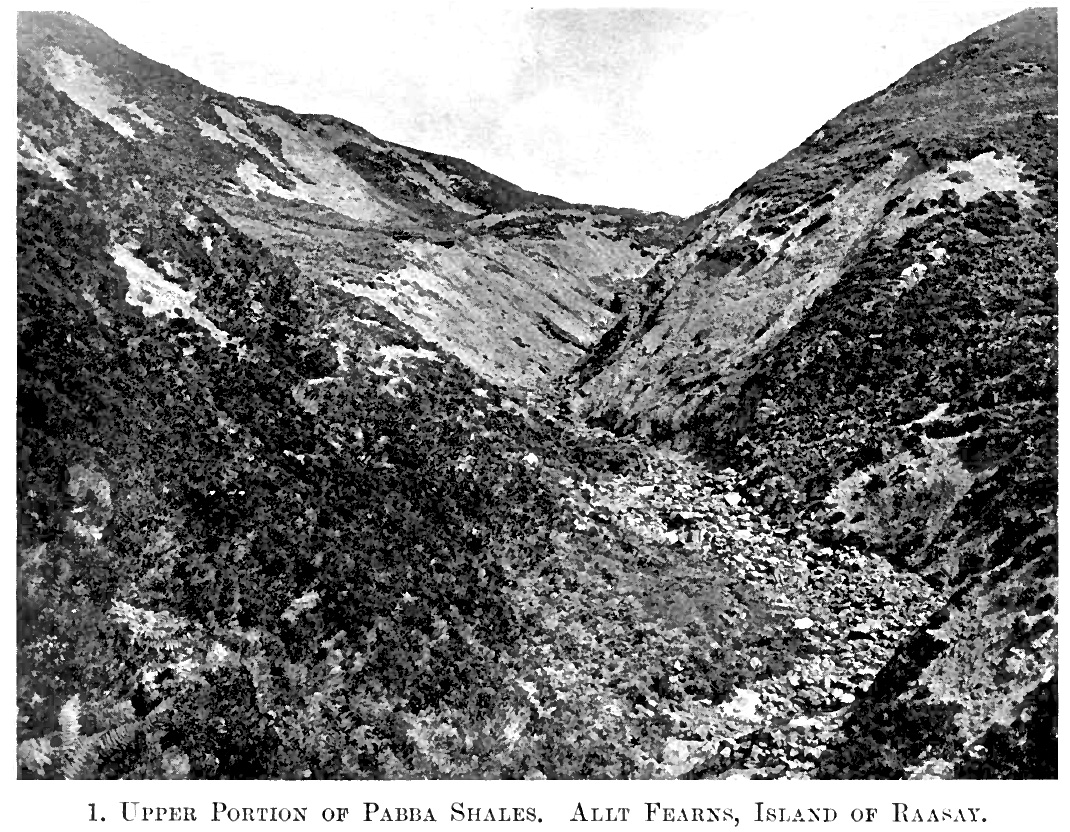
Partie supérieure montrant les sédiments de Pabba.

### Faune
Une étude fut conduite sur la musaraigne carrelet de la région, comprenant 29 spécimens de Raasay capturés aux pièges Longworth entre juillet et septembre 2004 puis 2005. Par extraction d'ADN amplifié par la technique PCR, des particularités uniques aux spécimens de Raasay furent trouvées sur l'haplotype R du cytochrome b. En comparant avec les autres spécimens, les auteurs ont proposé comme théorie que les musaraignes de Skye et celles de Raasay soient issues de la même vague colonisatrice venues des terres d'Écosse par des ponts de glace. Le campagnol de Raasay (Clethrionomys glareolus erica), unique à l'île, est une sous-espèce de campagnol roussâtre, plus sombre et lourd que la variété trouvée sur les terres d'Écosse ; cette sous-espèce peut avoir survécu à partir d'une variété scandinave.
Une sous-espèce fossile unique à l'île est Pseudoglyphea foersteri, de la famille des Mecochiridae faisant partie de Glypheoidea qui rassemble les crustacés. Cette sous-espèce a la particularité dans son groupe d'être le seul prédateur benthique (i.e. vivant à proximité du fond des mers et océans) libre de ses mouvements. En effet, les autres sous-espèces du groupe se nourrissent en filtrant la faune aquatique fixée au sol ou la matière en suspension dans l'eau, et dans le cas des prédateurs ceux-ci ne sont pas benthiques mais pélagiques car ils vivent en pleine mer. Une importante faune marine fossile se trouve sur la formation de grès de Scalpa et comprend des mollusques bivalves des ordres pholadomyoida, Gryphaea et Lima. Parmi les autres espèces se trouvent des brachiopodes, amberleya, mytilus, crinoïdes, bélemnites (telles que apicicurvatus, breviformis et oxyconus) et ammonites (qui divisent la formation en quatre zones : Ibex, Davoei, Margaritus et Spinatum) telles que les agassiceras, coroniceras et microderoceras,.

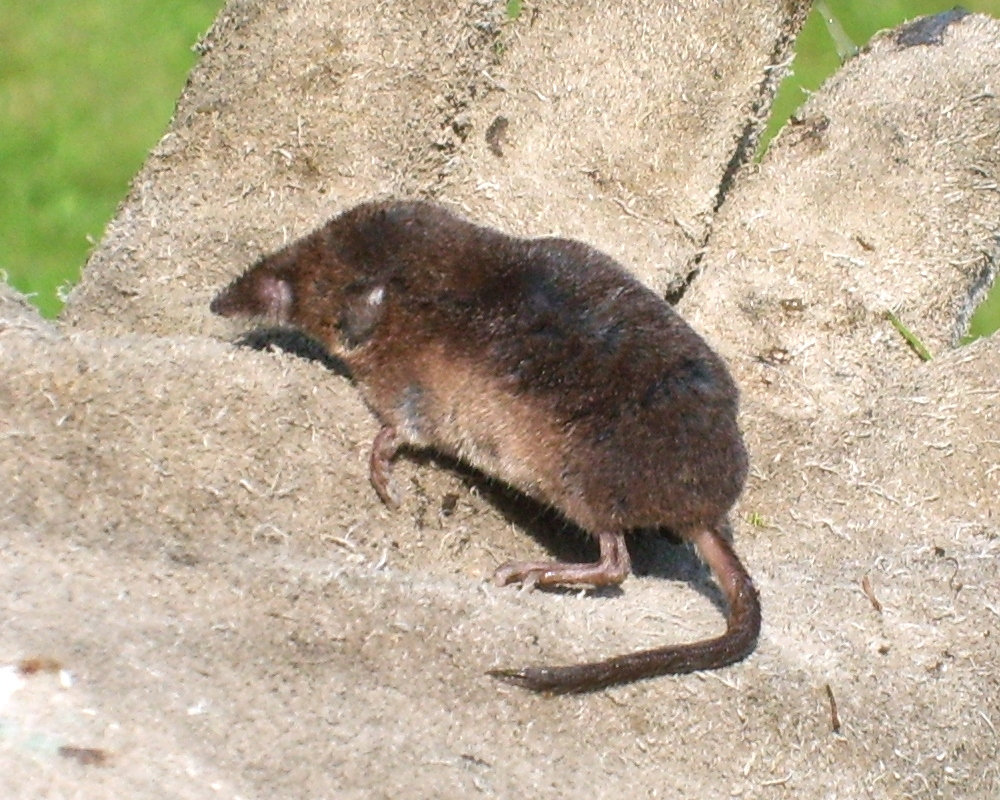
La musaraigne carrelet de Raasay provient de la même vague colonisatrice que celle de Skye.
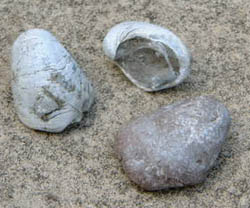
Gryphées, mollusques bivalves éteints du genre des huîtres, se trouve dans la formation de grès de Scalpa.
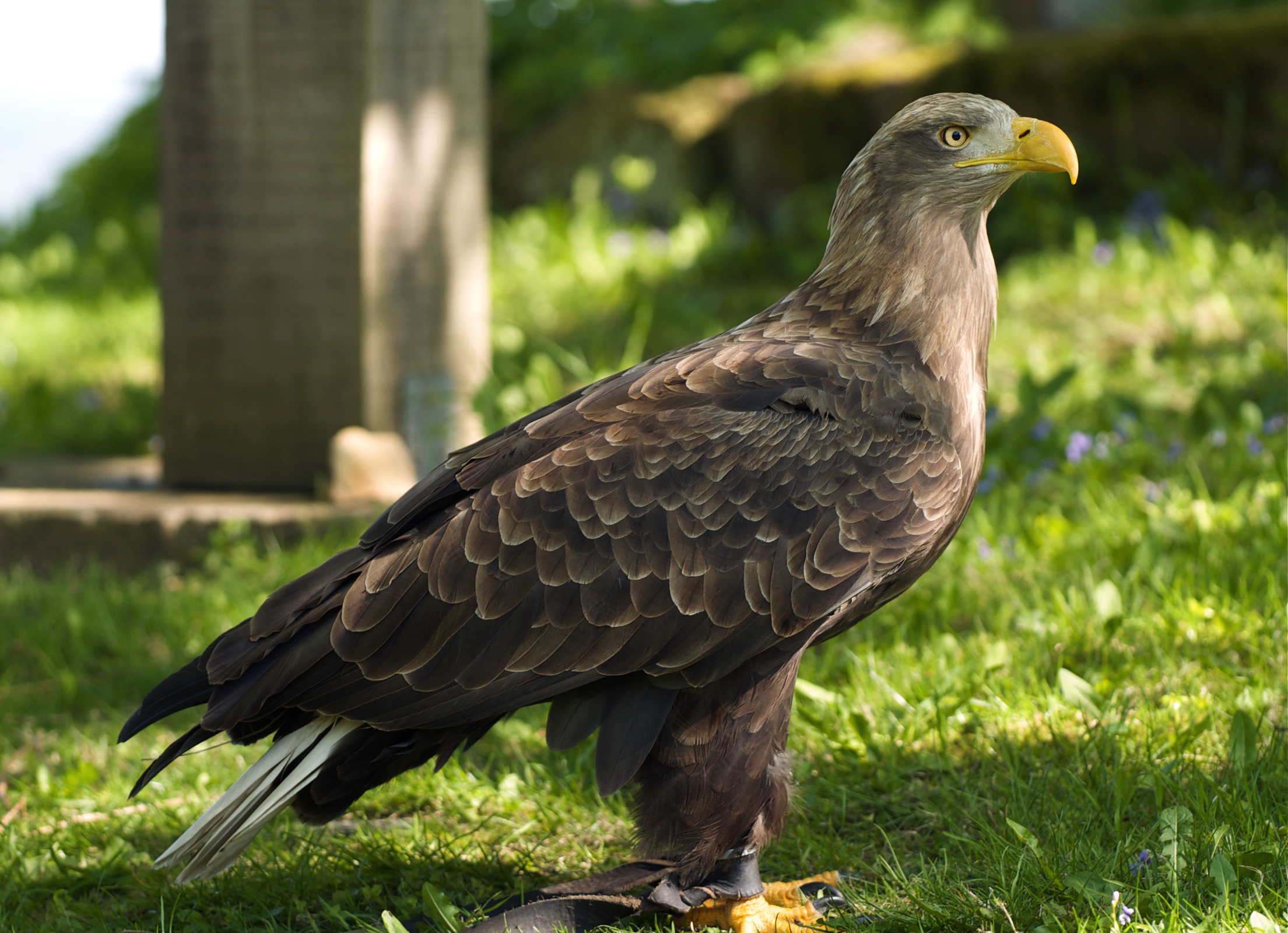
Le pygargue à queue blanche passe par Raasay.
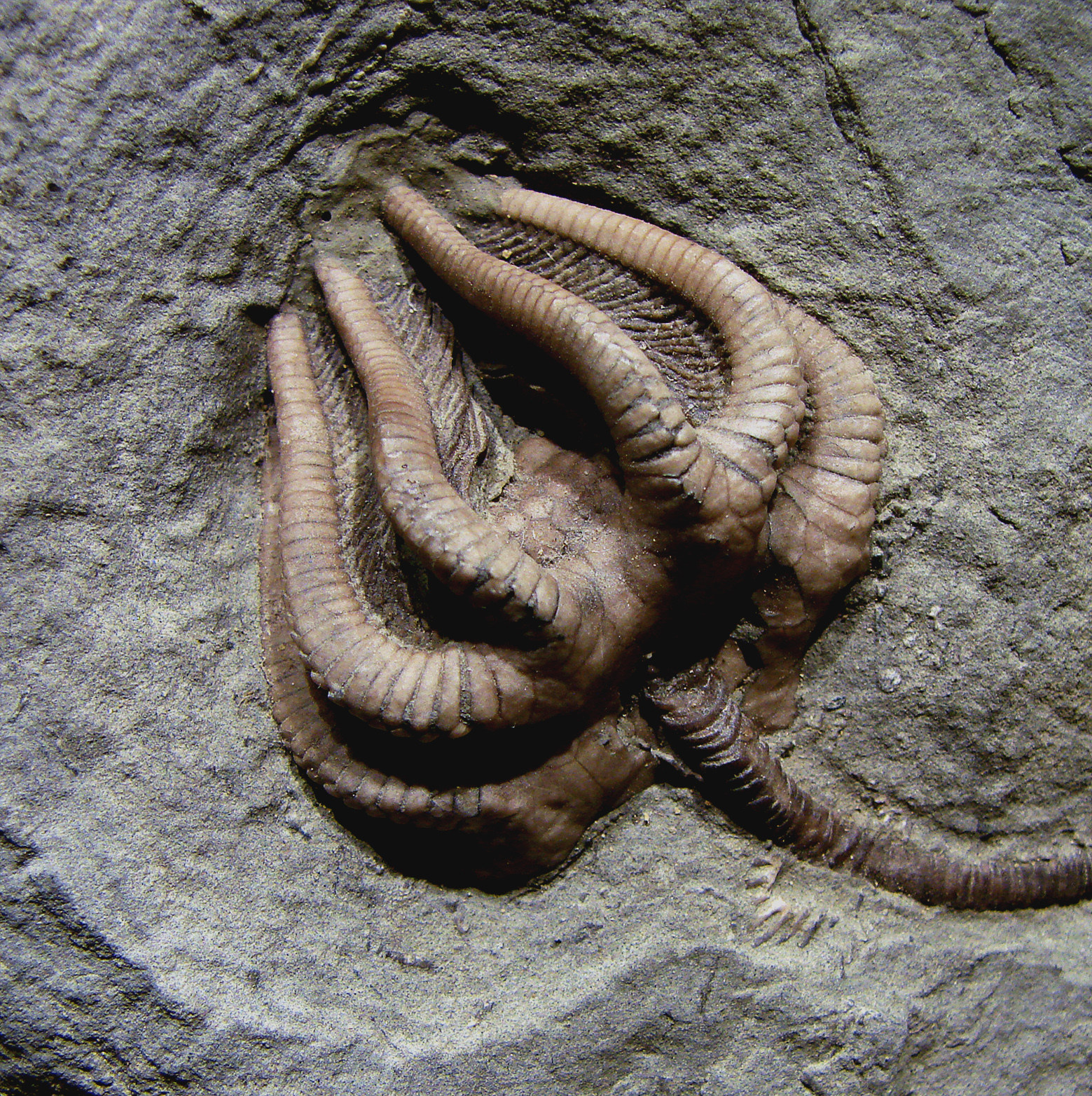
Les crinoïdes se trouvent dans la formation de grès de Scalpa.

William Hutchison Murray, se fondant sur un rapport de 1972 dans The Scotsman par Alison Lambie, écrivit que « la martre des pins, qui a été absente des Hébrides pendant une centaine d'années, réapparut sur Raasay en 1971 lorsqu'un seul spécimen fut identifié sans doutes possibles » ; cependant, on n'a pas trouvé depuis d'autres traces de cette espèce.
Raasay est l'une des quatre îles de Hébrides intérieures où le lièvre variable se reproduit, et constitue l'un des lieux de passage du pygargue à queue blanche et de l'aigle royal. On y trouve aussi des populations de loutre d'Europe, cerf élaphe, deroceras et de lapin européen ; ce dernier fut introduit sans réfléchir par le propriétaire de l'île au XIXe siècle. Il y a de petites populations d'hermine et de belette, mais la musaraigne aquatique européenne qui fut observée au XXe siècle a maintenant disparu. En effet, Murray rapporta que des musaraignes aquatiques furent aperçues à Mull, Skye et Raasay, mais les enregistrements de population commençant en 1986 montrent la disparition de l'espèce à Raasay.

### Flore
L'île contient une large variété de plantes, dont l'orobanche, l'épipactis pourpre noirâtre et la dryade à huit pétales, ainsi que de nombreuses autres espèces de saxifrage, orchidées, plantes alpines et fougères. La carline commune aurait été présente jusque dans les années 1970 mais une analyse récente n'en a trouvé aucune trace. Il y a plusieurs zones de forêt mixte,,.

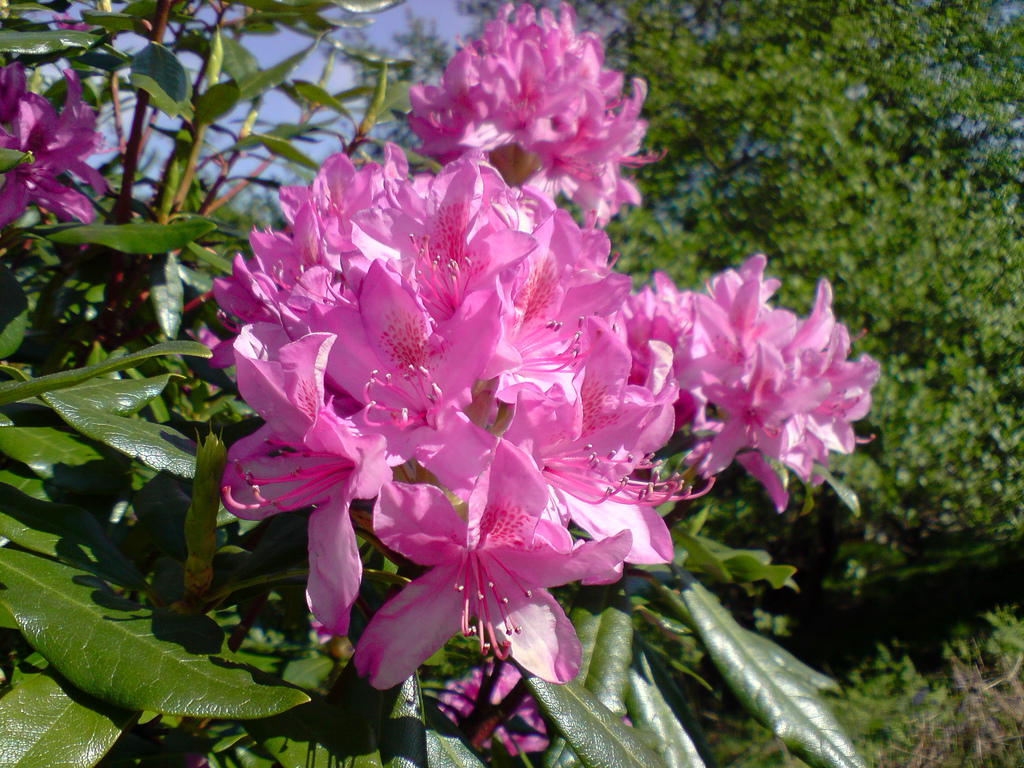
Rhododendron sur Raasay.
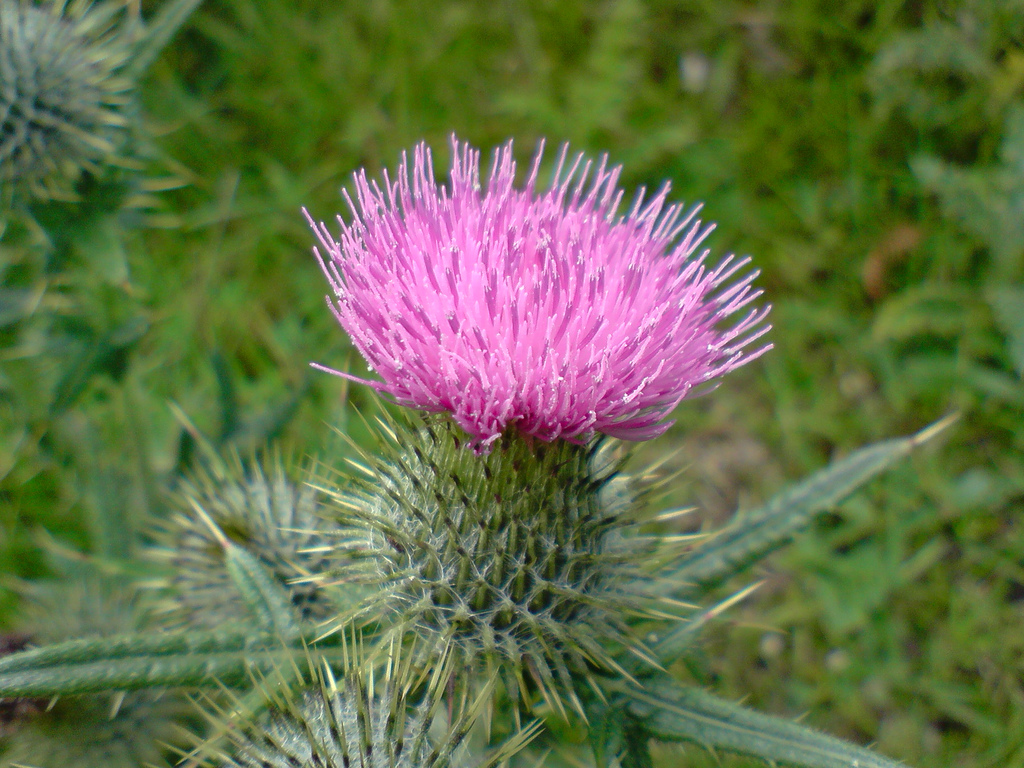
Chardon sur Raasay.

## Histoire
La diffusion de la culture des Scots de Dalriada au-delà du nord d'Ardnamurchan est mal comprise et peu a été rapporté quant au début de l'époque chrétienne à Raasay. Le nom de lieu Kilmaluag suggère la présence du missionnaire écossais Saint Moluag à la fin du VIe siècle.

### DuXVeauXVIIesiècle

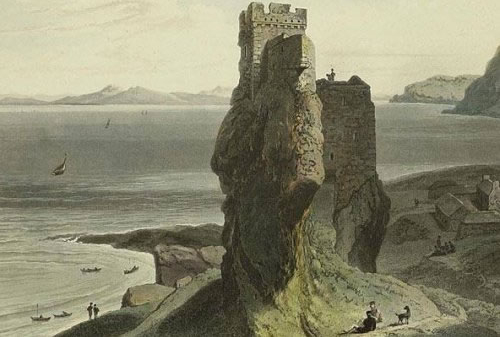
Castle Broichin on the Isle of Raasay (le château de Broichin sur l'île de Raasay). Aquatinte de 1819 par William Daniell dépeignant le château de Brochel.

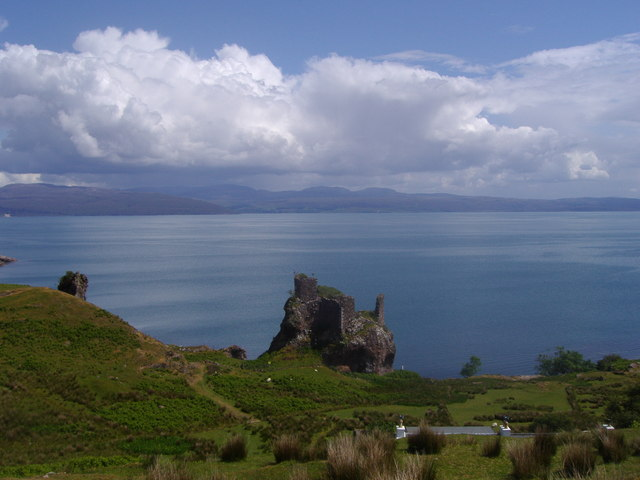
Le château de Brochel par Euan Nelson.

La tradition veut que le clan MacSween ait à l'origine détenu les titres (i.e. les droits de propriété) sur Raasay, mais il n'y en reste pas de trace écrite. Il est connu que l'île fut régie par le clan MacLeod à partir de 1518, lorsque Calum Garbh, fils cadet d'un MacLeod chef de Lewis, obtint le titre. Martin Martin visita l'île vers la fin du XVIIe siècle et écrivit :

« Les terres conviennent plus pour les pâturages que pour la culture, le sol étant généralement très inégal mais bien irrigué avec des petits ruisseaux et des sources. Il y a une source qui coule depuis la surface d'un grand rocher sur la côte est de l'île ; l'accumulation de minéraux dans l'eau engendre une grande quantité de substance blanche de laquelle de la chaux de bonne qualité est tirée. Il y a une carrière de pierres sur la même côte, et une abondance de grottes sur la côte ouest qui permettent d'abriter plusieurs familles pendant l'été, ce qui est pratique lors des pâturages ou de la pêche. Sur la côte ouest, en particulier à proximité du village de Clachan, les côtes foisonnent de pierres lisses bigarrées de différentes tailles. 
L'île contient les mêmes bovins, volailles et poissons que l'île de Skye. Les natifs observent la loi suivante : les lignes de pêche doivent être de tailles égales, puisque la plus longue est supposée avoir un meilleur accès au poisson ce qui est un désavantage envers ceux équipés de lignes plus courtes. Il y a quelques forts sur l'île. Le plus haut est à la pointe Sud ; d'un naturel solide et d'une forme ressemblant à la portion du chapeau couvrant la tête, il s'appelle Dun-Cann, ce que les natifs auront dérivé de Canne, cousin du roi du Danemark. L'autre fort se trouve sur la côte, est artificiel, de trois étages, et s'appelle le château Vreokle. »

Le château, plus communément connu sous le nom de Brochel, fut construit par le clan MacSween à la fin du XVe siècle sur la côte nord-est de Raasay. Plus tard, il devint une base pour les activités de piratage des MacLeod de Lewis, avant que Calum Gharb ne soit investit dans l'île. Le château fut abandonné après la mort du chef Iain Garbh en 1671, et il s'agit à présent d'une ruine surmontant un pic. Entre-temps, les MacLeod déplacèrent leur siège à Raasay House à la pointe sud,.

### XVIIIesiècle
Bien que protestants, les MacLeod de Raasay prirent parti pour Charles Édouard Stuart (Bonnie Prince Charlie) en 1745. À la suite de sa défaite à la bataille de Culloden, le prince se cache pour quelque temps des troupes britanniques sur l'île de Raasay. En raison du soutien de l'île à la cause jacobite, les troupes du gouvernement exercèrent des représailles : ils brûlèrent entièrement la Raasay House et 300 maisons, assassinèrent des habitants et le bétail, et perforèrent les bateaux. Lors d'une conversation avec Malcolm MacLeod de Raasay, durant son court séjour sur l'île, le prince confia que, bien que la vie sur l'île fût dure, il préférerait vivre de cette façon pendant dix ans plutôt que d'être capturé en raison de ses craintes d'assassinat. Il semblait moins au courant des risques que ses partisans couraient. Les atrocités perpétrées à la suite de Culloden furent pour lui un choc. Il déclara de William Augustus de Cumberland : « certainement cet homme qui se fait appeler Duc et prétend être un grand général ne peut pas être coupable de ces telles cruautés. Je ne peux pas le croire ».
En 1773, Samuel Johnson et son biographe James Boswell arrivèrent sur Raasay dans le cadre d'un voyage de 83 jours à travers l'Écosse. Johnson décrivit ainsi son arrivée :

« Notre réception dépassa nos attentes. Nous trouvâmes une abondance d'amabilités et d'élégance. Après les rafraîchissements habituels, et la conversation habituelle, le soir vint sur nous. Le tapis fut alors déroulé sur le sol ; le musicien fut appelé, et notre compagnie tout entière fut invitée à danser, ce que même les fées voyageant ne feraient pas avec plus d'empressement. L'ambiance générale de festivité qui prédominait à cet endroit, si distant de toutes les régions que l'esprit a été habitué à contempler comme les demeures du plaisir, frappa l'imagination avec une surprise merveilleuse, analogue à ce qui est ressenti en émergeant de l'obscurité à la lumière sans s'y attendre. Lorsqu'il fut temps de souper, la danse cessa, et trente six personnes s'assirent à deux tables dans la même pièce. Après souper, les dames chantèrent des chansons gaéliques, que j'écoutais comme un auditeur anglais assistant à un opéra italien, ravi par le son de mots que je ne pouvais pas comprendre. »

Boswell relata son exploration de l'île dans son journal :

« M'étant résolu à explorer l'île de Raasay, ce qui pouvait seulement être fait à pied, j'ai obtenu la nuit dernière la permission de mon compagnon de voyage pour le quitter un jour, puisqu'il n'était pas en état d'entreprendre une marche aussi dure. Le vieux Malcolm McLeod, qui avait aimablement proposé de m'accompagner, était à mon chevet entre cinq et six heures. Immédiatement, je me levais d'un bond, et tous deux, accompagnés par deux autres hommes, traversâmes le pays durant l'ensemble de la journée. Bien que nous ayons parcouru pas moins de vingt quatre miles de sol très accidenté et effectué une danse des Highlands au sommet de Dùn Can, la plus haute montagne de l'île, nous retournâmes le soir pas fatigué le moins du monde, et nous fûmes froissés de ne pas être surpassés au bal du soir par nos amis moins actifs qui étaient restés à la maison.
Mon étude de Raasay ne fournit pas grand chose qui puisse intéresser mes lecteurs ; je vais donc expliquer de façon la plus synthétique possible les observations que j'ai notées dans mon journal. L'île fait environ quinze miles anglais de long, et quatre de large. Sur la côte sud se trouve la demeure familiale du propriétaire, située à un endroit plaisant de faible altitude. La vieille tour de trois étages, mentionnée par Martin, fut détruite après 1746 et une maison moderne la remplace. Il y a de très bons champs d'herbe et champs de blé, bien façonnés. J'ai observé, cependant, qu'il n'y avait pratiquement aucune clôture, à part un bon jardin recelant de légumes, fraises, framboises, groseilles, etc. »

### XIXeetXXesiècles

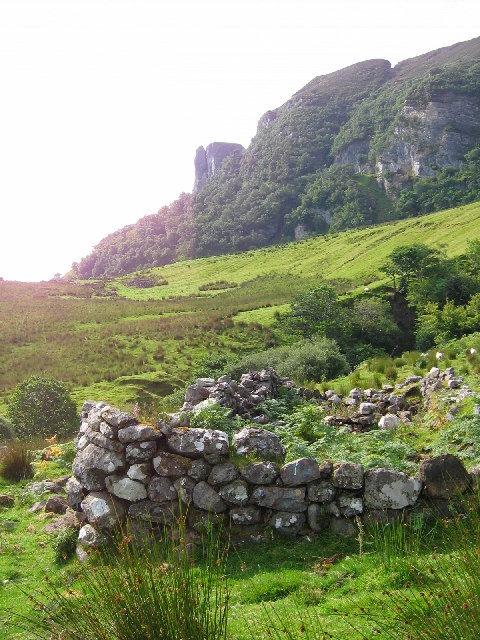
Au sud de la communauté vidée de Screapadal.

En 1843, le propriétaire John MacLeod était fortement endetté. Il choisit d'émigrer en Tasmanie, devenu depuis un État australien, pour échapper à ses créanciers. Ceux-ci vendirent l'île pour 35 000 guinées à George Rainy, occupé alors dans les plantations de sucre de Demarara. Devant l'échec de la récolte de pommes de terre dans les années 1840, Rainy décida de réorienter l'économie de l'île selon deux axes : installations sportives et conversion des terres arables pour l'élevage de moutons. Ceci nécessitait la suppression des insulaires, et la solution retenue fut d'interdire le mariage. Plusieurs villages furent vidés, tels que Hallaig et Screapadal. En conséquence, deux bateaux d'émigrants partirent pour l'Australie en 1852 et un autre chargé de 165 familles partit pour la même destination en 1865 ; ceux qui refusaient d'émigrer étaient bannis.
Après la mort de Rainy, le domaine fut vendu à Edward Wood. Il était propriétaire de 62 % des terres, le reste étant détenu par des paysans. Sur ses terres, 81 paysans étaient locataires, et 81 % d'entre eux payaient un loyer entre 2 et 10 £. En dessous de 5 £, un locataire avait typiquement 4 bovins, et au-delà 8. Le troupeau de moutons d'un locataire comptait de 20 à 100 têtes. Wood apporta une prospérité relative à travers son cheptel de 3 000 moutons et l'élevage annuel de 2 000 faisans, et principalement par des investissements massifs dans l'entretien de l'île. Ainsi, avant qu'il fasse l'acquisition de Raasay, 24 personnes étaient employées par le propriétaire : après son arrivée, le nombre fut porté à 94, dans des postes permanents. De plus, il prit l'initiative de construire treize maisons et d'offrir aux habitants du bois et de l'ardoise ainsi que des fonds pour rénover leurs habitations. Certains gestes sociaux consistèrent à ne pas demander de loyer aux veuves ou à offrir des repas. Une comparaison des souvenirs des deux propriétaires successifs est donnée par Callum MacDonald, pour qui « Rainy ne vécut pas longtemps et peut-être que c'était mieux pour l'île » tandis que Wood invitait toutes les familles pour un cadeau à Noël.
Cependant, la famille Wood, qui possédait la totalité de la péninsule, fut aussi accusée d'exercer un régime autocratique en bannissant les personnes jugées indésirables. Derek Cooper relate ainsi l'histoire d'une famille expulsée car son enfant fut trouvée dans les jardins privés des Wood à deux reprises. Wood finit par mettre l'île en vente, l'avis demandant 45 000 £ et ventant les mérites des installations sportives telles que la chasse aux tétras lyre ou bécasses et la pêche aux truites dont regorgeaient les lochs.
En 1893, lorsqu'il étudiait l'île pour le compte du Geological Survey, H. B. Woodward fit remarquer qu'il y avait un gisement de fer exploitable. En 1912, William Baird & Co. fit l'acquisition de terres sur l'île afin d'ouvrir une mine de fer. Les perspectives d'époque étaient alors extrêmement enthousiastes : « on attend de Raasay qu'il fournisse environ la moitié du minerai de fer produit annuellement en Écosse et cela malgré le fait que le minerai ne soit pas de qualité élevée ». Des recherches plus poussées furent faites sur le minerai et sa répartition : W. Thorneycroft et C. B. Wedd s'intéressèrent aux alentours et présentèrent leurs travaux à la société géologique d'Édimbourg en 1914, tandis que G. W. Lee donna des instructions pour examiner les strates en s'intéressant particulièrement aux fossiles afin de délimiter la zone du minerai. Des prisonniers allemands de la Première Guerre mondiale furent amenés à Raasay pour travailler dans la mine et ceux d'entre eux qui succombèrent à l'épidémie de grippe furent enterrés sur l'île. Leurs ossements furent ramenés plus de quarante ans après. L'île fut achetée par le gouvernement en 1922 après la fermeture de la mine. La guerre avait fortement dépeuplé l'île : 25 hommes étaient morts dans les tranchés, et le gouvernement envoya les survivants au Canada avec 10 £ en poche.
En 1949, des terres furent accordées à la commission forestière, ce qui apporta des emplois vitaux. En 1956, le North of Scotland Hydro-Electric Board apporta un réseau électrique à l'île. Dans les années 1960, la Raasay House et d'autres propriétés furent achetées par le docteur John Green, habitant de Sussex qui avait visité l'île une seule fois et dont le manque d'intérêt pour Raasay le fit connaître sous le sobriquet "Dr No". Son agent sur l'île était Norman Ellercamp. Ayant acheté les propriétés pour 8 000 £, il vendit finalement au Highlands and Islands Development en 1979 pour 135 000 £,,.

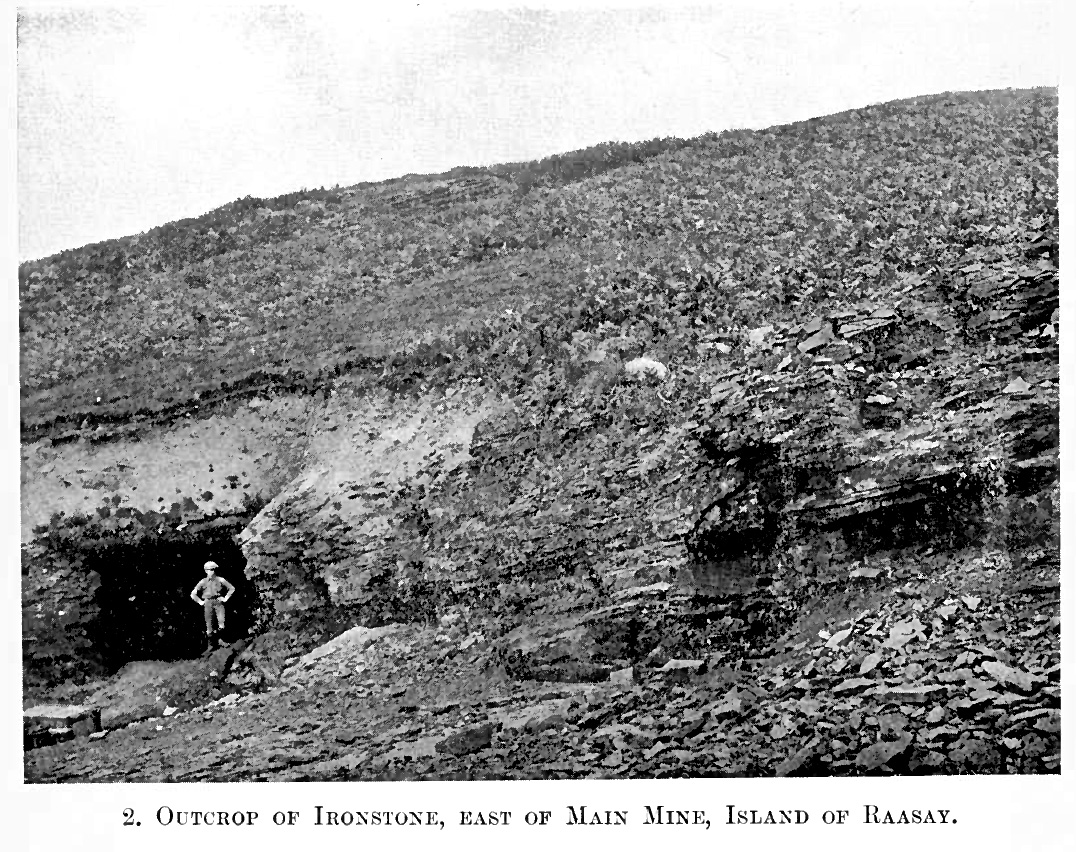
Gisement de fer à l'est de la mine principale.
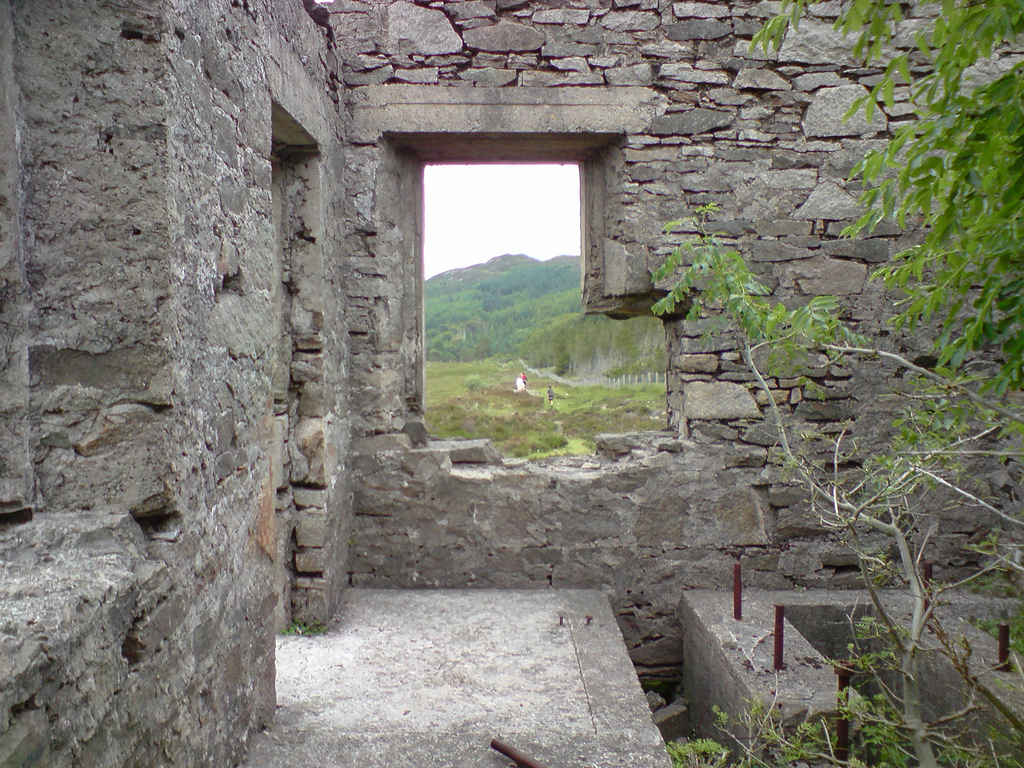
Bâtiment de la mine.
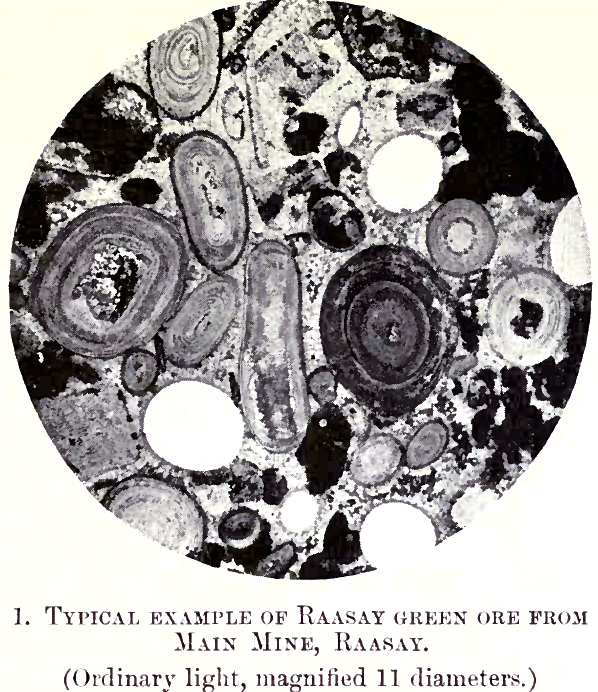
Détail d'un minerai de fer.

## Économie et vie courante

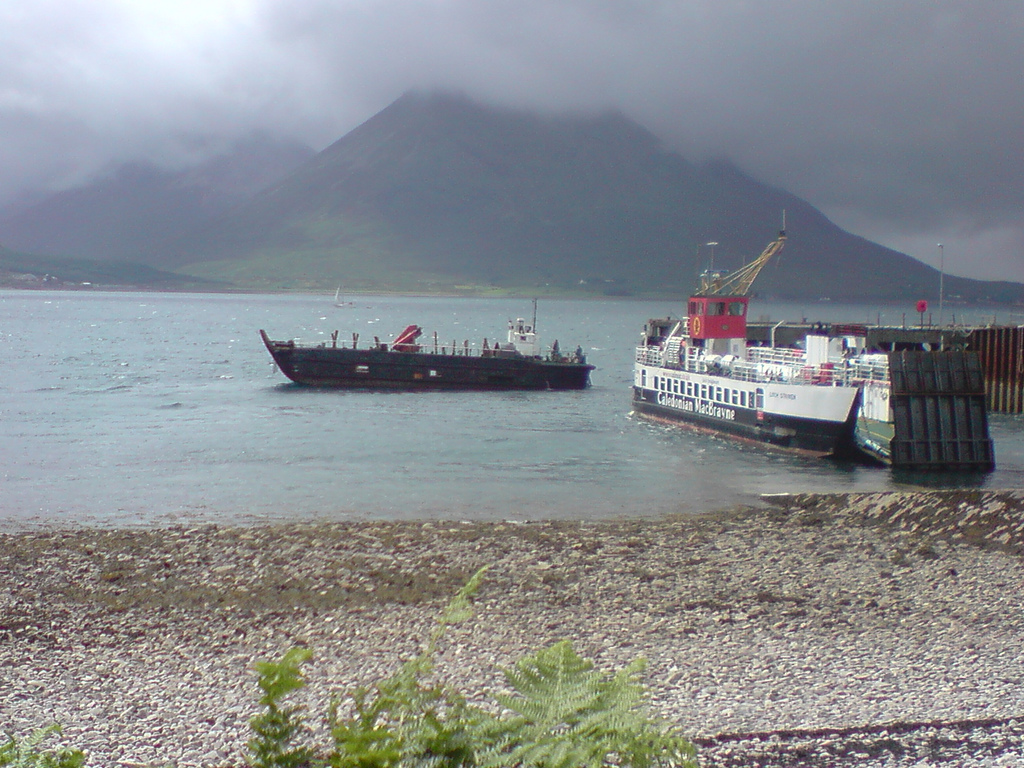
Ferry partant de Raasay.

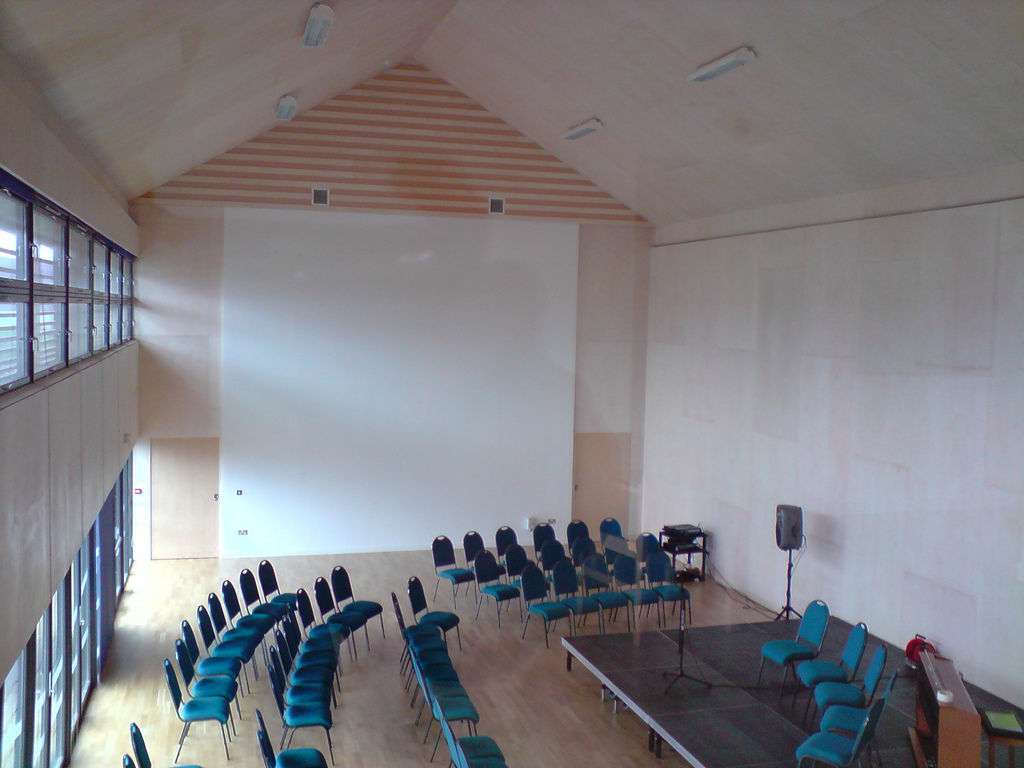
Nouveau foyer municipal à Raasay.

À la fin des années 1970, Cooper brossait le portrait d'une île peuplée d'hommes âgés, consacrant leur temps aux questions religieuses et avec une vie sociale très restreinte puisque ceux souhaitant discuter autour d'un verre devaient se rendre au Sconser Inn sur Skye. À l'époque, le tourisme était une source de revenus pendant l'été :

« Le soir pendant l'été, il pouvait y avoir des visiteurs descendant à l'hôtel. Ils seraient vêtus d'habits aux couleurs éclatantes [et leurs voix] porteraient jusqu'à mi-chemin des quais. Les gens de Raasay parlaient doucement en gaélique et préféraient les vêtements funéraires : les hommes avaient des chapeaux en feutre gris ou des casquettes de tissu et des costumes
bleu marine, tandis que les femmes portaient des bas et des chaussures noires, la tenue solennelle considérée appropriée pour le Mieux. »

Depuis, les emplois locaux sont restés principalement dans l'exploitation en affermage, la pêche ou le tourisme. Un changement d'importance est une meilleure connexion avec le reste de l'Écosse par ferry, dont la compagnie emploie aussi des habitants, ce qui leur permet d'aller travailler sur l'île de Skye. Le ferry est le seul moyen de se rendre sur l'île, et les touristes doivent être avisés qu'il n'existe pas de bus sur place. De plus, il y a un nombre significatif de nouveaux venus et de maisons de vacances, en particulier dans le sud. Ces éléments conjugués ont aidé à endiguer le déclin de la population qui comptait 900 habitants en 1803 mais seulement 194 en 2001.
Les sites d'intérêts pour le tourisme et la culture sont les restes d'un broch, les ruines du château de Brochel, des pierres gravées, les communautés agricoles abandonnées et de nombreux sentiers de randonnées. Deux autres sites se trouvent à proximité du vieux manoir de Raasay House : l'église du XIIIe siècle en ruine consacrée au saint irlandais Moulag, et une fortification circulaire construite en réponse à la menace d'une invasion française en 1810. Les touristes peuvent être hébergés à l’Isle of Raasay Hotel, au centre de plein air (se trouvant dans Raasay House), dans des chambres d'hôtes variées, ou dans l'auberge de jeunesse de Creachan Cottage gérée par l'association Scottish Youth Hostels. Il y a une école primaire à Raasay et aux niveaux suivants les étudiants se rendent à Portree par ferry et bus. Il y a également un bureau de poste à Inverarish. Certains habitants appartiennent à l'église presbytérienne libre d'Écosse, qui observe strictement la pratique du repos dominical : il n'y a donc pas de service public le dimanche, l'aire de jeu est fermée, et jusqu'en 2004 le ferry ne circulait pas,. En 2002, la seule professionnelle de santé sur l'île était Margaret Ferguson, sage-femme et infirmière.
Au début de 2007, l'association de la communauté de Raasay a signé un contact avec plusieurs entrepreneurs en bâtiment afin de construire un foyer municipal ; l'entrepreneur principal, K2S, accumula les retards et son contrat fut rompu en août 2008 et en mai 2009 des levées de fonds étaient toujours opérées pour financer la fin de la construction. En 2008, la construction débuta pour un nouveau terminal de ferry à Churchton Bay pour 12 millions de £ ; le centre de plein air devait fermer temporairement jusqu'en 2009. Il fut ravagé par un feu le 18 janvier mais fut rouvert dans le courant de l'année,,.
Le BUTEC, centre d'essais sous-marins de la Royal Navy, est situé dans le Détroit Intérieur entre l'île de Raasay et la péninsule d'Applecross.

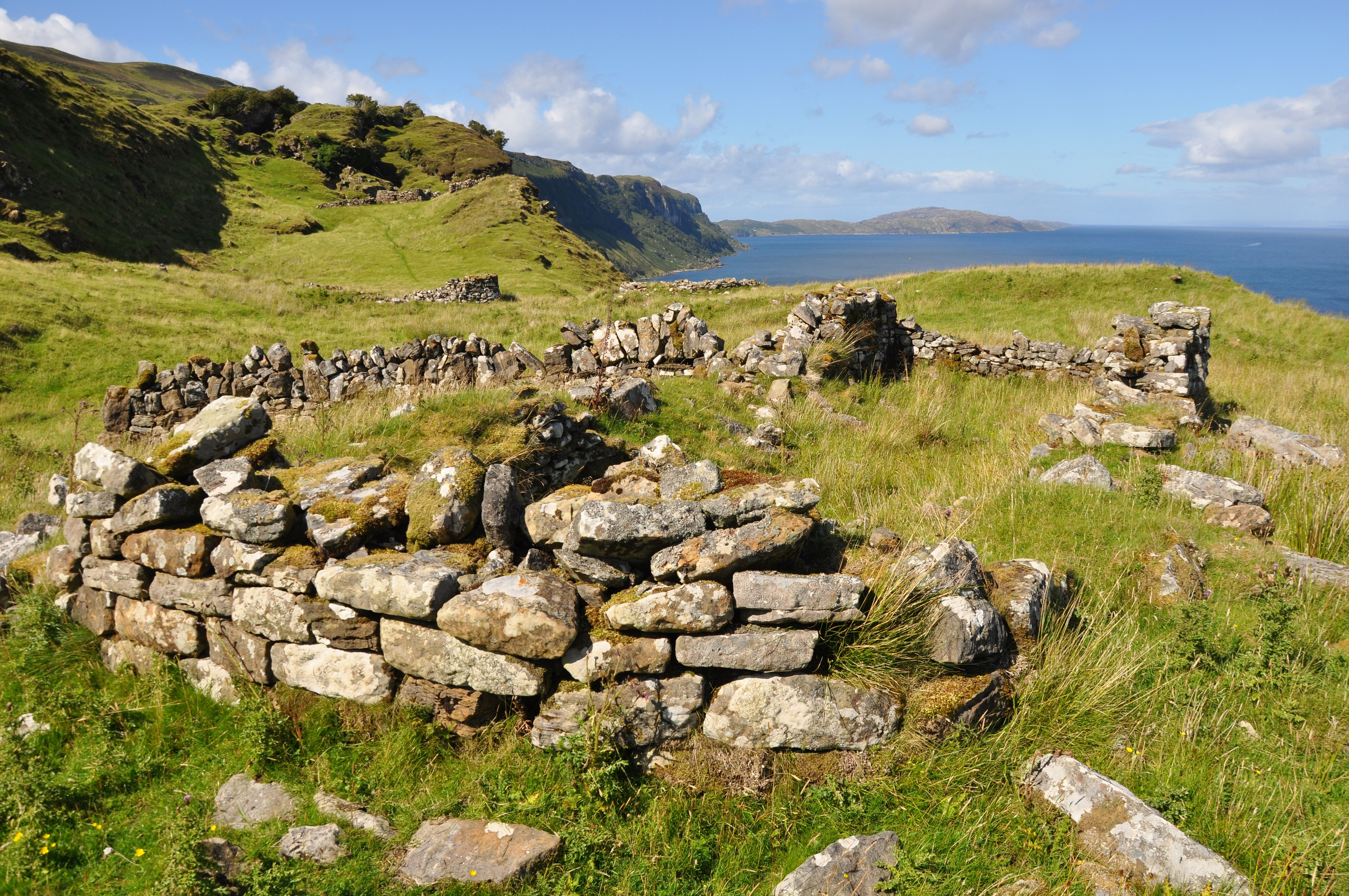
Hallaig, village abandonné
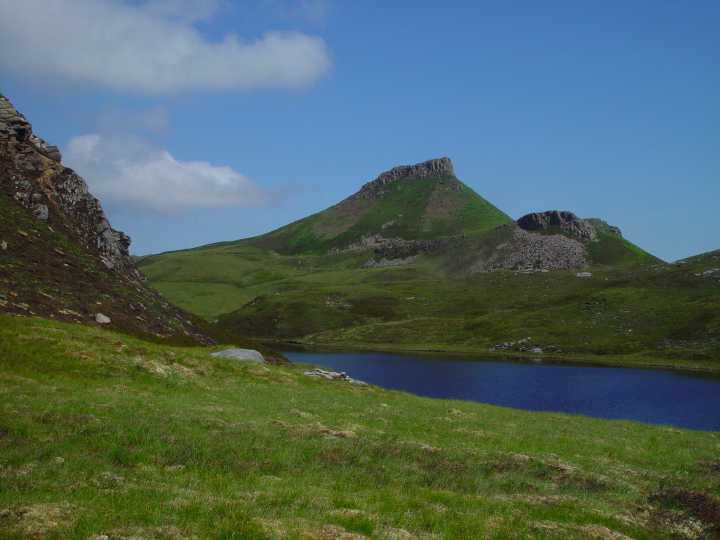
Dùn Caan vu du loch na Mna.
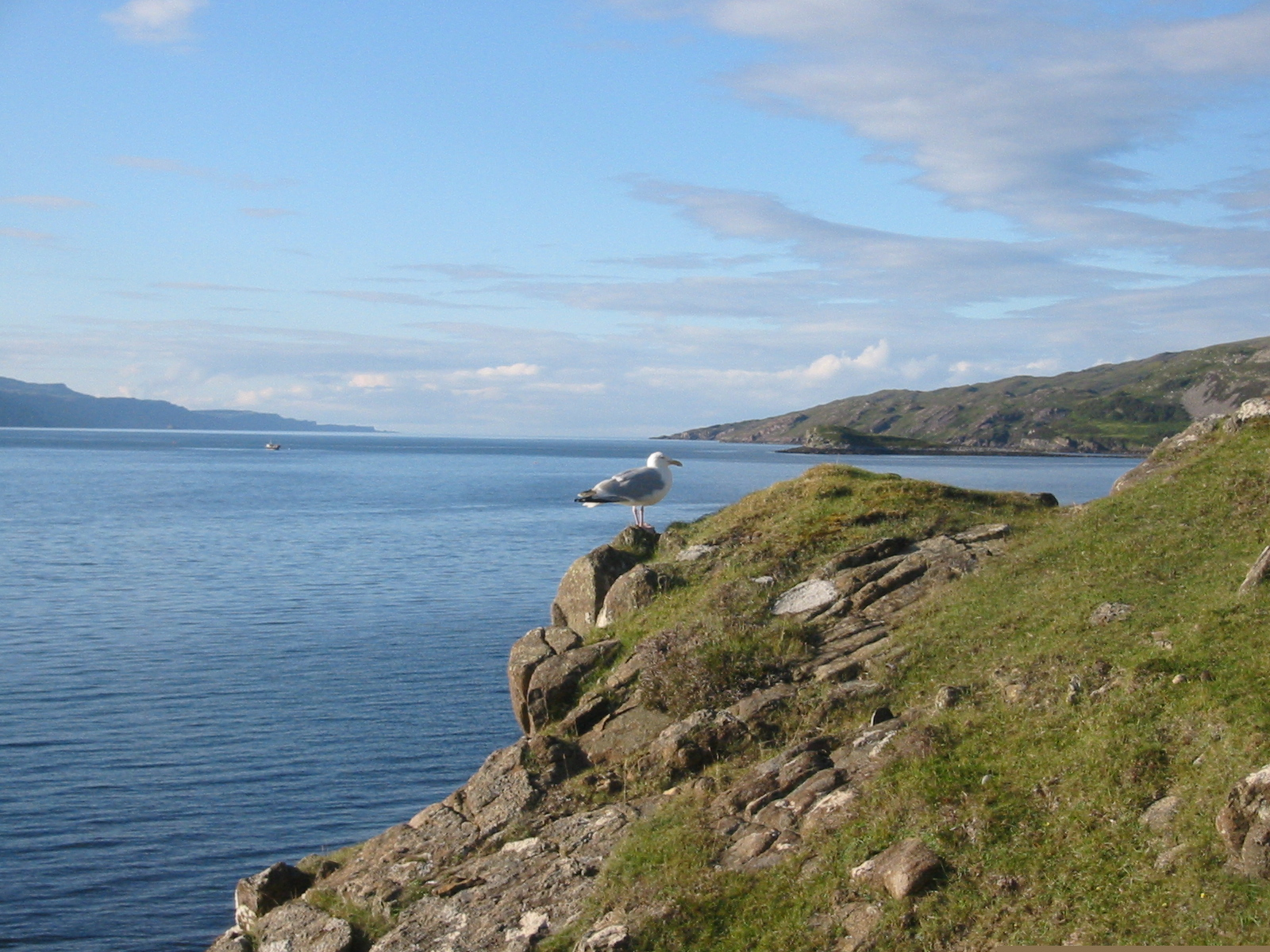
L'île en été.
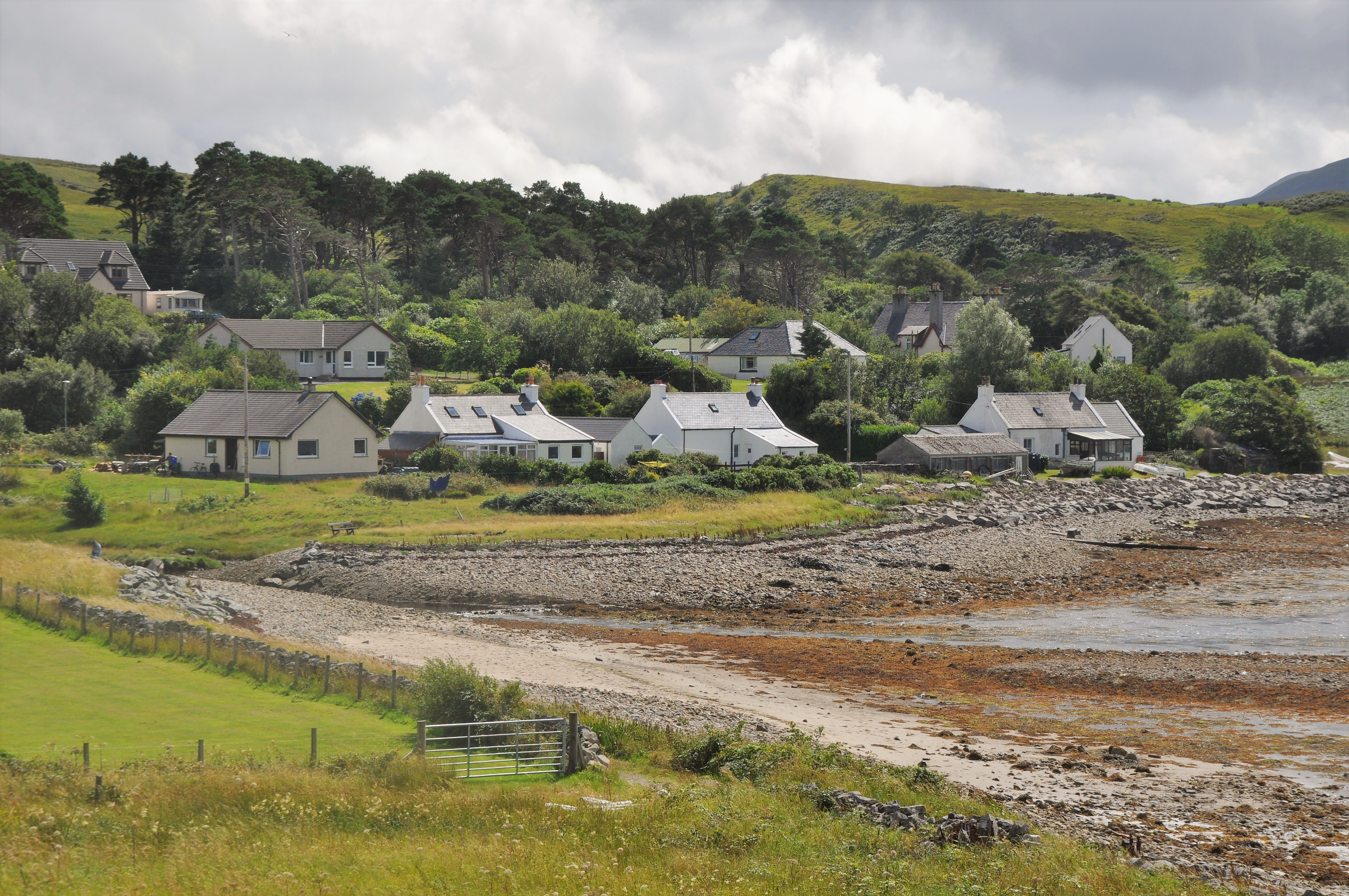
Village de Suisnish
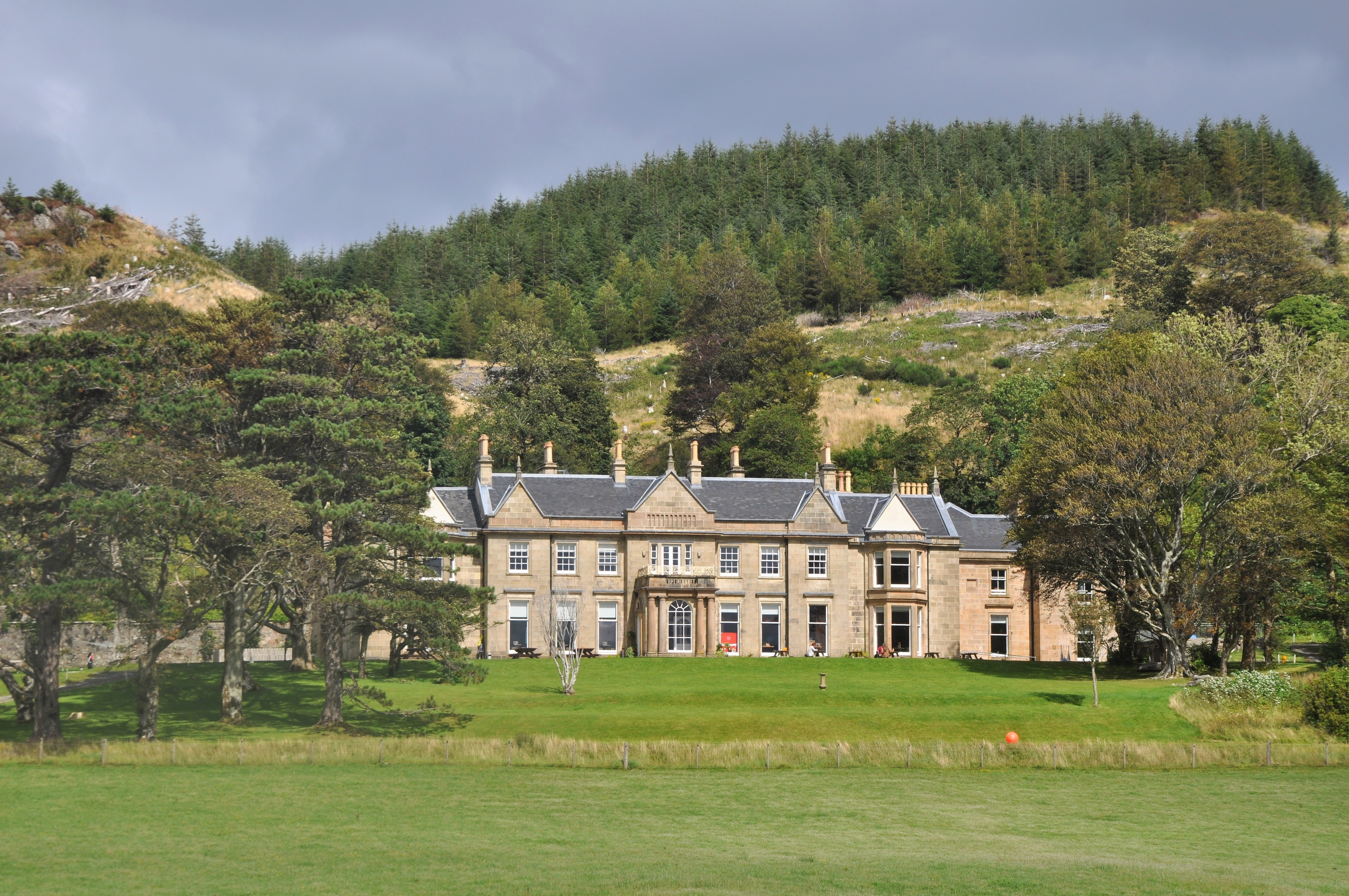
Raasay House à Clachan

## Démographie
Raasay a le plus faible pourcentage d'enfants de toutes les îles écossaises peuplées. Avec 36 % lors du recensement de 2001, il y a une densité relativement élevée de locuteurs du gaélique ; elle était de plus de 75 % lors des recensements de 1901 et 1921.

## Culture et arts

### Tradition de la cornemuse
John McKay, né à Raasay en 1767, eut le soutien du chef MacLeod en tant que plus important joueur de cornemuse insulaire et héritier de la tradition des MacCrimmon. Son fils Angus publia un ensemble de pìobaireachd et fut le premier sonneur de la reine Victoria (Piper to the Sovereign). Les membres suivants de sa famille ont émigré de l'île et les descendants directs vivent à Inveraray, dans la subdivision administrative écossaise (council area) d'Argyll and Bute.

### Sorley MacLean
Le poète Sorley MacLean est né à Osgaig, une petite communauté agricole sur la côte occidentale de l'île. Il vécut l'essentiel de sa vie hors de l'île, et une partie à Sleat, sur l'île voisine de Skye, et Plockton sur une autre île de la même zone. Un de ses plus célèbres poèmes est peut-être celui sur Hallaig, la communauté abandonnée de la côte est. Les écrits de MacLean combinent souvent une conscience de la culture traditionnelle et ancienne avec une perspective politique moderniste ; Raasay et les zones alentour y sont souvent citées. Le travail de MacLean s'intéresse essentiellement à la brutalité de la guerre, aux Highland Clearances et à l'exploitation moderne, et il écrit aussi sur la nature. Ainsi, avec les évictions, une description poétique peut être celle d'une terre vide peuplée seulement des fantômes de ceux expulsés ou forcés à émigrer : « Time, the deer, is in the Wood of Hallaig ».

### Route de Calum
Les trois kilomètres de route entre le château de Brochel et Arnish furent construits en utilisant des outils manuels par Calum MacLeod sur dix ans. Ce n'est qu'une fois la route terminée que l'administration locale apposa un revêtement ; à ce moment, Calum et sa femme étaient les derniers habitants d'Arnish. La route de Calum a été commémorée dans une chanson écrite par Donald Shaw sur l'album The Blood is Strong du groupe Capercaillie en 1988, et dans un livre de Roger Hutchinson.

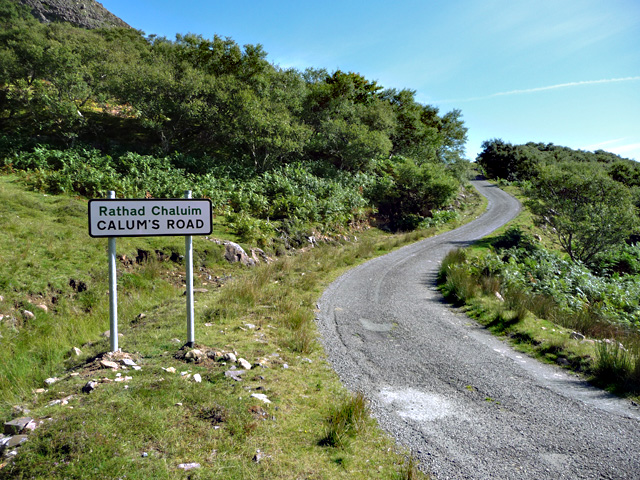
L'entrée de la route (par John Allan).
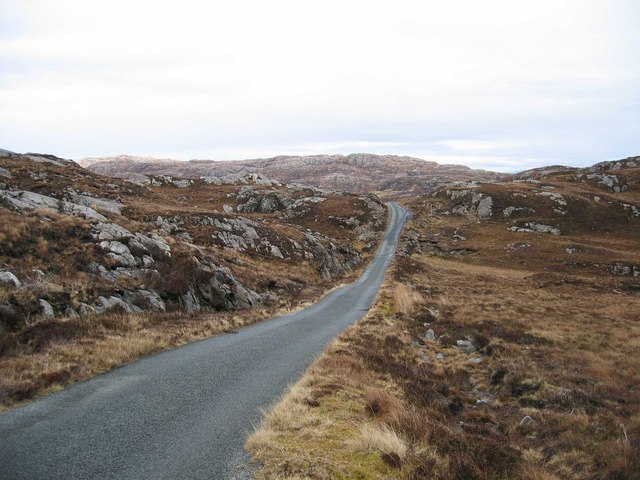
Principale partie droite de la route (par John Allan).
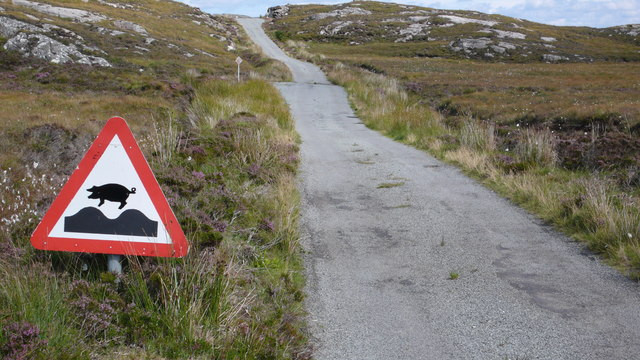
Panneau de signalisation sur la route (par Calum McRoberts).